# New Orleans Hornets 2010-2011
La stagione 2010-11 dei New Orleans Hornets fu la 9ª nella NBA per la franchigia.
I New Orleans Hornets arrivarono terzi nella Southwest Division della Western Conference con un record di 46-36. Nei play-off persero al primo turno con i Los Angeles Lakers (4-2).

## Roster
| N° | Naz.                    | Ruolo | Sportivo            | Anno | Alt. | Peso |
| -- | ----------------------- | ----- | ------------------- | ---- | ---- | ---- |
| 1  | Stati Uniti (bandiera)  | A     | Trevor Ariza        | 1985 | 203  | 91   |
| 2  | Stati Uniti (bandiera)  | AC    | Jarrett Jack        | 1983 | 191  | 92   |
| 3  | Stati Uniti (bandiera)  | G     | Chris Paul          | 1985 | 183  | 79   |
| 5  | Stati Uniti (bandiera)  | G     | Marcus Thornton     | 1987 | 193  | 93   |
| 6  | Serbia (bandiera)       | G     | Aleksandar Pavlović | 1983 | 203  | 100  |
| 8  | Italia (bandiera)       | G     | Marco Belinelli     | 1986 | 196  | 87   |
| 11 | Australia (bandiera)    | C     | David Andersen      | 1980 | 211  | 111  |
| 14 | Stati Uniti (bandiera)  | A     | Jason Smith         | 1986 | 213  | 109  |
| 16 | Serbia (bandiera)       | GA    | Predrag Stojaković  | 1977 | 206  | 100  |
| 20 | Stati Uniti (bandiera)  | GA    | Quincy Pondexter    | 1988 | 198  | 102  |
| 22 | Stati Uniti (bandiera)  | A     | Patrick Ewing       | 1984 | 203  | 107  |
| 24 | Stati Uniti (bandiera)  | A     | Carl Landry         | 1983 | 206  | 112  |
| 28 | RD del Congo (bandiera) | C     | D.J. Mbenga         | 1980 | 213  | 111  |
| 30 | Stati Uniti (bandiera)  | A     | David West          | 1980 | 206  | 109  |
| 32 | Stati Uniti (bandiera)  | G     | Jerryd Bayless      | 1988 | 191  | 91   |
| 33 | Stati Uniti (bandiera)  | G     | Willie Green        | 1981 | 193  | 91   |
| 34 | Stati Uniti (bandiera)  | C     | Aaron Gray          | 1984 | 213  | 122  |
| 44 | Regno Unito (bandiera)  | A     | Pops Mensah-Bonsu   | 1983 | 206  | 109  |
| 50 | Stati Uniti (bandiera)  | AC    | Emeka Okafor        | 1982 | 208  | 114  |

## Staff tecnico
- Allenatore: Monty Williams
- Vice-allenatori: Michael Malone, Randy Ayers, James Borrego, Bryan Gates, Fred Vinson
- Preparatore atletico: Jon Ishop